# Iniistius umbrilatus
Iniistius umbrilatus är en fiskart som först beskrevs av Jenkins, 1901.  Iniistius umbrilatus ingår i släktet Iniistius och familjen läppfiskar. IUCN kategoriserar arten globalt som livskraftig. Inga underarter finns listade i Catalogue of Life.